# Wzgórze Mandalaj
Wzgórze Mandalaj (birm. မန္တလေးတောင် /màɴdəlé tàʊɴ/, ang. Mandalay Hill) — wznoszące się 236 m n.p.m. wzgórze w Mandalaj w Mjanmie, od którego nazwę wzięło wybudowane u jego stóp miasto.
Jest to ważny ośrodek kultu religijnego i cel pielgrzymek birmańskich buddystów.

## Geografia
Wzgórze znajduje się na północnych obrzeżach Mandalaj. Położone jest w suchej strefie Birmy na przebiegu uskoku Sikong pomiędzy płytami indyjską, a sundajską. Jest to owalnego kształtu (z długą osią rozciągniętą między północą a południem) wypiętrzenie skał metamorficznych pochodzących z okresu eocenu-miocenu, głównie marmurów facji amfibolitowej, łupków metamorficznych oraz innych amfibolitów z wtrętami sjenitów zawierających hornblendy oraz granitów z domieszką biotytów .

## Toponimia
Nazwa wzgórza pochodzi prawdopodobnie od słowa palijskiego, chociaż dokładny źródłosłów nie jest pewny. Pod uwagę brane są między innymi: Mandala (oznaczające okrągłą płaszczyznę), Mandare (oznaczające prawdopodobnie "pomyślną ziemię") lub Mandara (góra z mitologii hinduistycznej). Istnieją też wyjaśnienia łączące nazwę z imieniem Mingalay. Takie imię nosił na przykład wygnany syn króla Paganu Shin Saw Mingalay, który według legendy miał przez jakiś czas zamieszkiwać Wzgórze Mandalaj. Inna legenda wspomina o odwiedzeniu wzgórza przez księżniczkę Pyu o imieniu Mingalay. Wspominanie przez legendy o odwiedzinach Wzgórza przez królów i naty sugeruje, że było ono miejscem kultu nieprzerwanie od bardzo dawna.

## Legendy

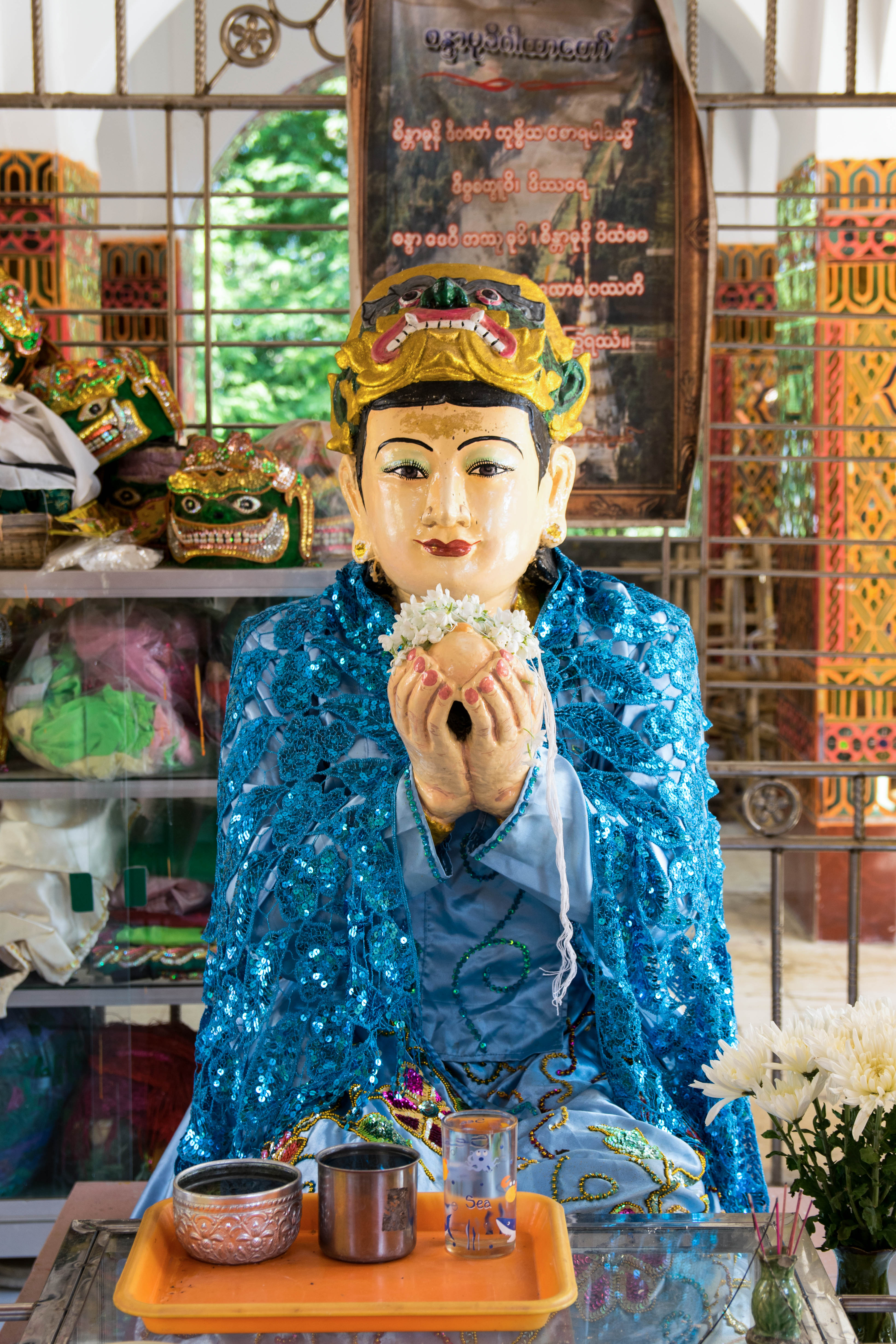
Chandamukhi ofiaruje pierś Buddzie

Według legendy, pewnego razu Budda odwiedził Wzgórze Mandalaj wraz ze swym ulubionym uczniem, arahantem Ānandą. Przebywał tam przez tydzień wygłaszając kazania dla okolicznych mieszkańców. Przysłuchiwała im się także zamieszkująca wzgórze ogrzyca Chandamukhi (pol. Twarz Księżyca). Ogarnięta przypływem pobożności odcięła sobie pierś i ofiarowała ją Buddzie. Zmieszany takim postępkiem Budda jedynie się uśmiechnął. Pytany później przez Ānandę o powód tego uśmiechu przepowiedział, iż dzięki zebranym zasługom ogrzyca ta odrodzi się w przyszłości jako król władający potężnym miastem Yadanbon u podnóża Wzgórza Mandalaj . Miasto to miało powstać w 2400 roku ery buddyjskiej, czyli w 1856/1857 roku po Chrystusie.
Mieszaniną legendy i faktów jest historia dwóch węży, których rzeźbione przedstawienia znajdują się na szczycie wzgórza. Zostały one uratowane przez ucznia U Khantiego z rąk zaklinacza węży, który schwytał je wezwany do jednego z domostw w Mandalaj. Przez dwa  lata były trzymane na Wzgórzu przyciągając uwagę odwiedzających je tłumów i stając się maskotką robotników pracujących przy odbudowie świątyni Shweyathaw. Z biegiem czasu pojawiły się plotki, iż są to wcielenia dwojga darczyńców na rzecz pagody. Ostatecznie, przeniesione przez mnichów na wzgórze Yangin, miały skryć się w głębi jednej z głębokich jam. Przez lata ich historia obrastała legendą, tak że obecnie są czczone są jako duchy i doczekały się własnego miejsca kultu. 

## Historia

### Przed założeniem Mandalaj
Świątynia na szczycie Wzgórza Mandalaj istniała już co najmniej od XVIII wieku, a kronika Hmannan Yazawin przypisuje nawet jej wybudowanie królowi Anawrahcie (XI wiek). 
Król Mindon zaczął rozważać wybudowanie nowej stolicy u stóp Wzgórza Mandalaj pod koniec 1856 roku. Do podjęcia ostatecznej decyzji miały nakłonić go dwa sny, jakie miał na początku roku 1857. W jednym z nich odwiedziła go kobieta o imieniu Mi Tu Aung, która ponaglała go do wybudowania nowego miasta powołując się na stare proroctwa. W drugim ze snów mężczyzna o imieniu Nga Htin pokazał królowi garście trawy ściętej na Wzgórzu Mandalaj; nakarmienie nią królewskich koni i słoni miało zapewnić bezpieczeństwo królestwu. Sny, przepowiednie i obliczenia astrologiczne odgrywają w kulturze birmańskiej ważną rolę i pojawiają się niejednokrotnie w historii Birmy jako przyczyna różnego rodzaju działań podejmowanych przez jej królów.
Rozbudowa Wzgórza Mandalaj toczyła się równocześnie ze wznoszeniem Pałacu i powstawaniem nowego miasta. Największym przedsięwzięciem Mindona było wybudowanie pagody, w której znalazł miejsce olbrzymi posąg Buddy prorokującego powstanie przyszłego Mandalaj (Shweyathaw). Poza tym kazał on wybudować kilka innych pagód na Wzgórzu oraz domy dla pielgrzymów u jego podnóża.

### Po założeniu Mandalaj
Po zdobyciu Mandalaj przez Brytyjczyków i wygnaniu króla (1885) kompleks buddyjskich świątyń wokół pałacu wraz ze Wzgórzem Mandalaj znalazł się na terenie wojskowego garnizonu. Do roku 1890 Birmańczycy nie mieli w ogóle dostępu do świątyń ani Wzgórza. Sytuację zmieniła dopiero pozytywna odpowiedź królowej Wiktorii na skierowaną do niej petycję. Jednak Brytyjczycy nie przywiązywali żadnej wagi do utrzymania budowli religijnych, tak że popadały one stopniowo w ruinę. W roku 1883 wszystkie budynki na Wzgórzu Mandalaj zostały zniszczone przez pożar. Pomiędzy rokiem 1885 a 1900 spłonęły budynki sal wypoczynkowych dla pielgrzymów ulokowane u stóp Wzgórza. Pierwsze drobne prace naprawcze władze kolonialne podjęły dopiero około roku 1907. Spośród drewnianych budowli wzniesionych na Wzgórzu Mandalaj przez króla Mindona do czasów dzisiejszych dotrwał jedynie klasztor Shwegyin na jego północnym stoku. 
Ważną rolę w odbudowie i utrzymaniu świątyń znajdujących się na Wzgórzu odegrał U Khanti. Przez 12 lat był on buddyjskim mnichem, następnie został pustelnikiem (birm. ရသေ့ /yaθḛi/) i poświęcił się odnawianiu birmańskich świątyń oraz miejsc kultu, zwłaszcza tych położonych w Mandalaj i jego okolicach. Począwszy od roku 1907 U Khanti przez ponad 40 lat gromadził fundusze przeznaczane następnie na renowację istniejących i wznoszenie nowych świątyń, między innymi właśnie na Wzgórzu Mandalaj, u stóp którego zamieszkał. Wprowadzoną przez niego nowością było umieszczanie inskrypcji z nazwiskami donatorów na odnowionych dzięki nim budynkach - budowa i utrzymywanie świętych miejsc dzięki datkom indywdualnych donatorów było w ówczesnej Birmie nowością, gdyż wcześniej był to chwalebny obowiązek króla i jego dworzan wiążący się z olbrzymią zasługą religijną mającą silny pozytywny wpływ na formę odrodzenia w przyszłym życiu. Wprowadzona przez U Khantiego w życie idea "cząstkowego" udziału w tej zasłudze stanowi do dziś podstawę finansowania miejsc kultu.

### II wojna światowa

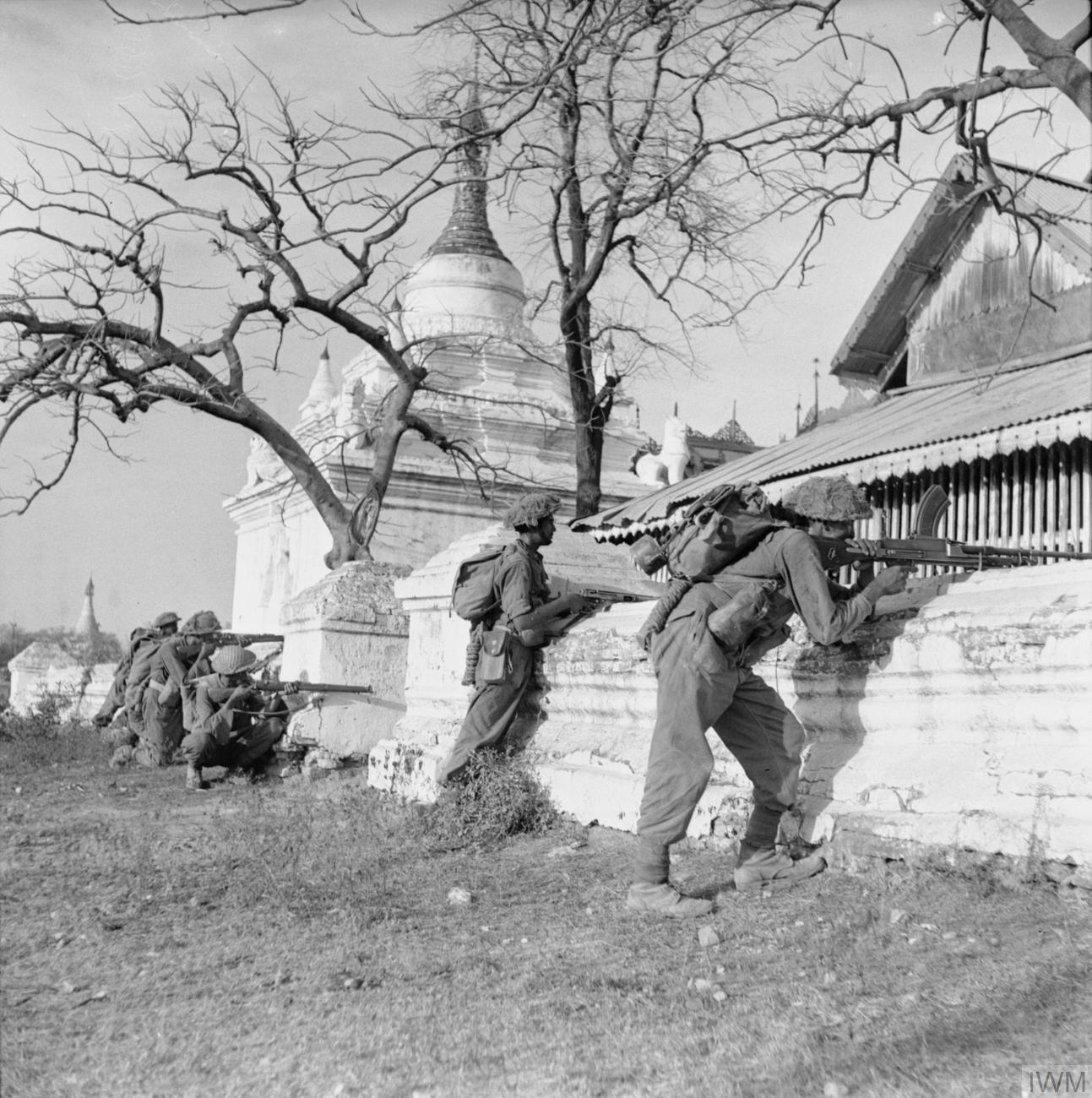
Żołnierze 19. Indyjskiej Dywizji Piechoty na Wzgórzu Mandalaj, 10 marca 1945.

W marcu 1945 cofająca się przed wojskami brytyjskimi japońska 15. Dywizja uczyniła z Mandalaj punkt oporu. Jednym z kluczowych elementów obrony miasta były ich siły obsadzające górujące nad okolicą Wzgórze Mandalaj. Stoki Wzgórza zostały umocnione prowizorycznymi bunkrami, a budynki i piwnice znajdujących się na nim świątyń stanowiły dla żołnierzy japońskich doskonałe kryjówki, a więc zdobycie Wzgórza Mandalaj stanowiło bardzo trudne zadanie. Problem został jednak rozwiązany niespodziewanie szybko dzięki żołnierzom 4. batalionu 4. Pułku Strzelców Gurkhijskich 19 Dywizji Piechoty 14. Indyjskiej Armii Brytyjskiej, którzy przed świtem 9 marca przypuścili na wzgórze szturm i po gwałtownej, wielogodzinnej walce z użyciem kukri osiągnęli jego szczyt. Następujący po nich Brytyjczycy z Królewskiego Pułku Berkshire (ang. Royal Berkshire Regiment) w ciągu kilku dni oczyścili Wzgórze z japońskich kryjówek używając do tego m.in. benzyny i materiałów wybuchowych. 
Zdobycie Wzgórza Mandalaj upamiętnia umieszczona na nim marmurowa tablica.

## Zabudowa Wzgórza
Na szczyt wzgórza prowadzi troje zadaszonych schodów. Można też dostać się nań za pomocą windy i schodów ruchomych. U podnóża schodów południowych ustawiono dwa duże, rzeźbione lwy (chinthe, birm. ခြင်္သေ့ /ʧʰì̃ðḛi/) - tradycyjny element architektoniczny strzegący wejść do birmańskich świątyń. Tutaj także znajduje się dawne miejsce zamieszkania U Khantiego. Z kolei u podnóża schodów południowo-wschodnich znalazło się miejsce dla kapliczki nata Bo Bo Gyi. Obydwoje tych schodów łączy się ze dobą na stoku wzgórza. W tym miejscu mieści się pawilon, w którym niegdyś przechowywano pochodzący z Peszawaru relikwiarz z trzema kośćmi Buddy. Obecnie relikwiarz przeniesiony jest do innego budynku (dawnego klasztoru U Khantiego, w którym zorganizowane poświęcone mu muzeum) zlokalizowanego bliżej podnóża Wzgórza po jego zachodniej stronie i nie jest na co dzień dostępny dla zwiedzających. Od strony wschodniej wybudowano betonowy budynek mieszczący schody ruchome i windy pozwalające dostać się na szczyt z uniknięciem wspinaczki. 
Wzdłuż schodów rozmieszczone są niewielkie świątynie, pawilony, sale święceń i posągi; te ostatnie przedstawiają między innymi Chandamukhi oraz ogry, które wraz ze swymi armiami pochylają pokornie głowy przed Buddą. Ściany budowli zdobią między innymi sceny z Dżataki, których wiele zawdzięcza powstanie U Khantiemu. Na każdym z obiektów znajdują się liczne inskrypcje upamiętniające donatorów - wielkość tych inskrypcji jest proporcjonalna do wielkości donacji.

### Świątynia Shweyathaw
Jest to mała świątynia ulokowana na 1/3 wysokości południowego stoku wzgórza. Umieszczono w niej posąg Buddy, który wyciągniętą prawą ręką wskazuje na pałac królewski, jako na miejsce, gdzie ma zostać wybudowana przyszła królewska stolica. U jego stóp klęczy ulubiony uczeń - Ānanda. Choć przedstawienie Buddy w takiej pozie spotykane jest w Birmie, stanowi jednak niezwykłą rzadkość . Obydwa posągi zostały wyrzeźbione w drewnie i pozłocone w roku 1860, by w roku 1883 ulec zniszczeniu w pożarze. Odtworzenie posągów i samej świątyni było jednym z pierwszych dzieł, jakich podjął się U Khanti. 

### Świątynia Su Taung Phyi Phaya
Nazwa świątyni oznacza Pagodę Spełniającą Życzenia (birm. ဆုတောင်းပြည့် ဘုရား /sʰṵ dáʊɴ bjḛ pʰəjá/). Zajmuje ona sam szczyt wzgórza. Istniała ona już za życia króla Mindona, choć nosiła wówczas inną nazwę. Składają się na nią między innymi cztery sale, w których znajdują się posągi Buddy i jego trzech poprzedników. W sali zlokalizowanej po stronie wschodniej umieszczono też naturalnej wielkości posąg U Khantiego. Ze świątynią tą wiąże się popularne w Birmie powiedzenie: Jeśli pragniesz długiego życia wejdź na Wzgórze Mandalaj.

## Galeria obrazów

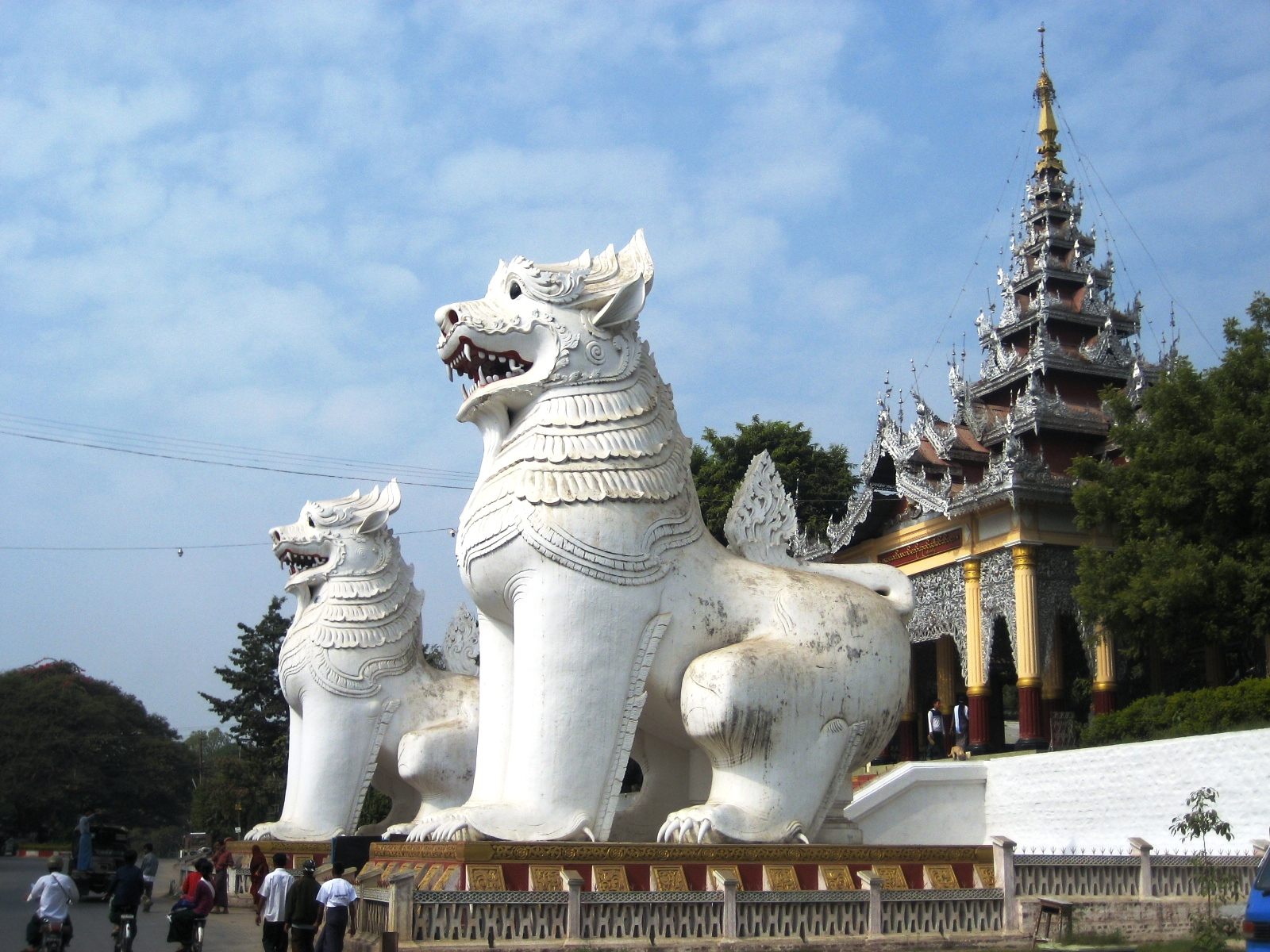
Chinthe u wejścia na południowe schody
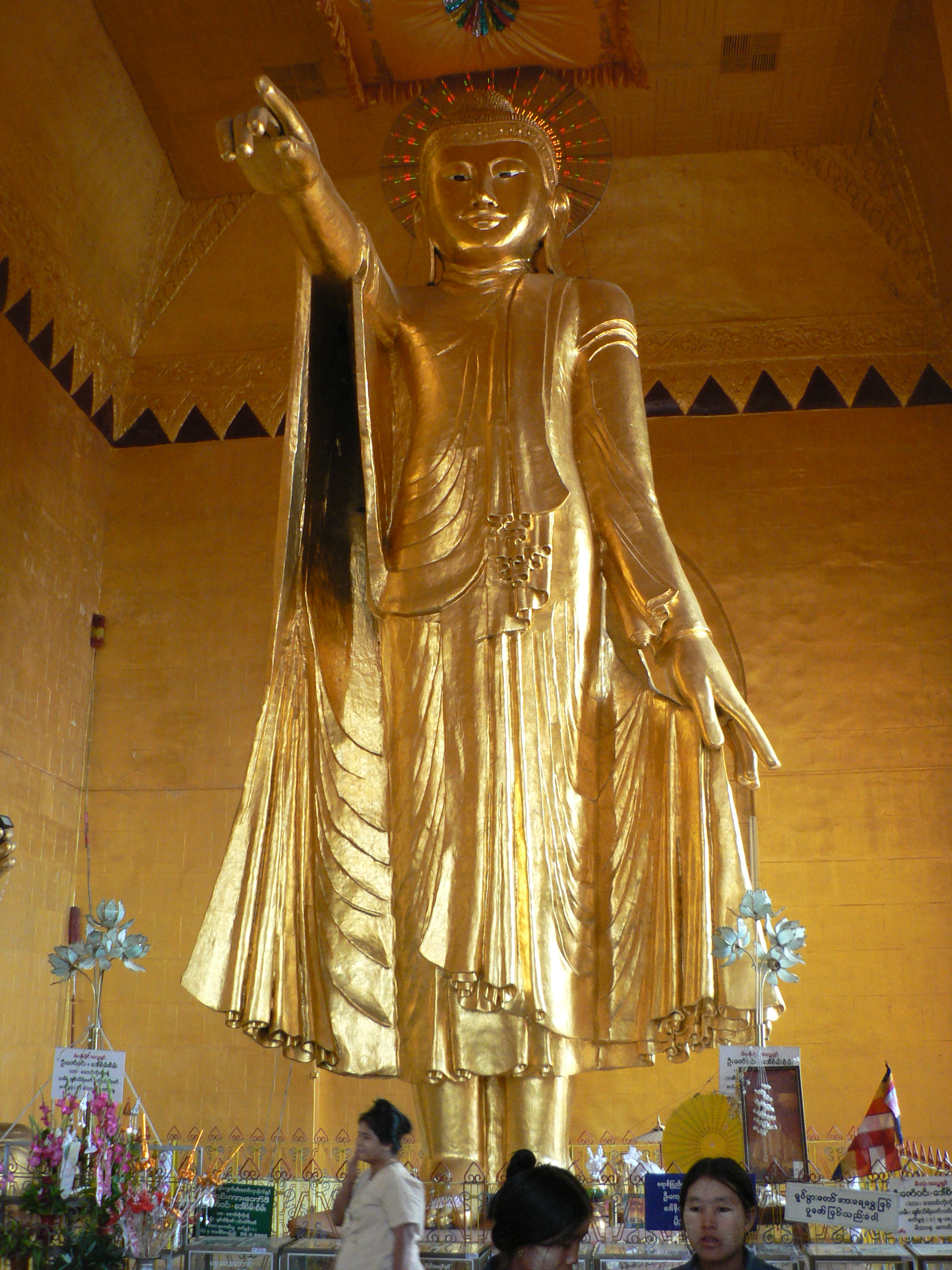
Budda wskazujący miejsce wybudowania przyszłego Mandalaj.
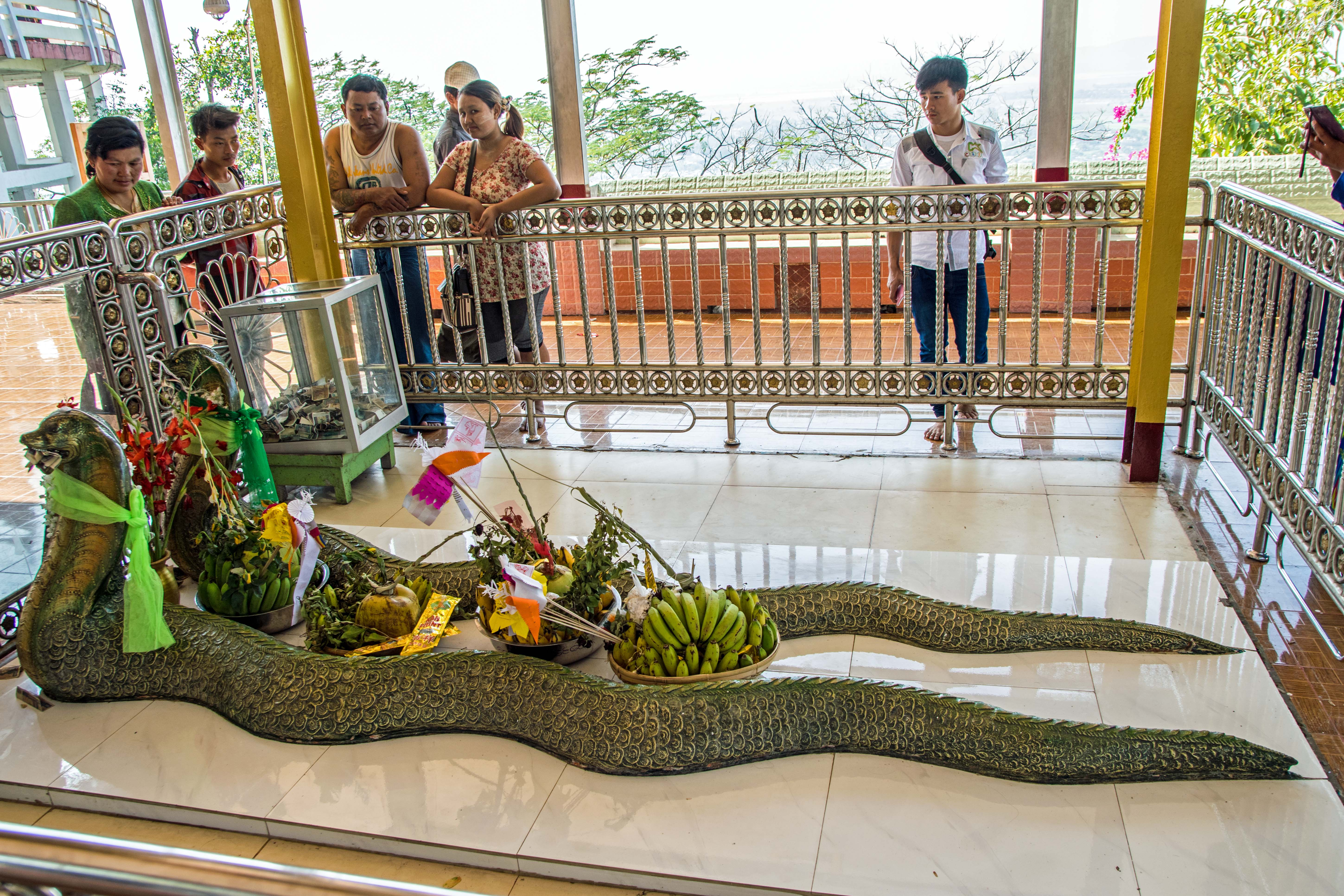
Na poły legendarna para węży. Pomiędzy nimi widoczne złożone ofiary.
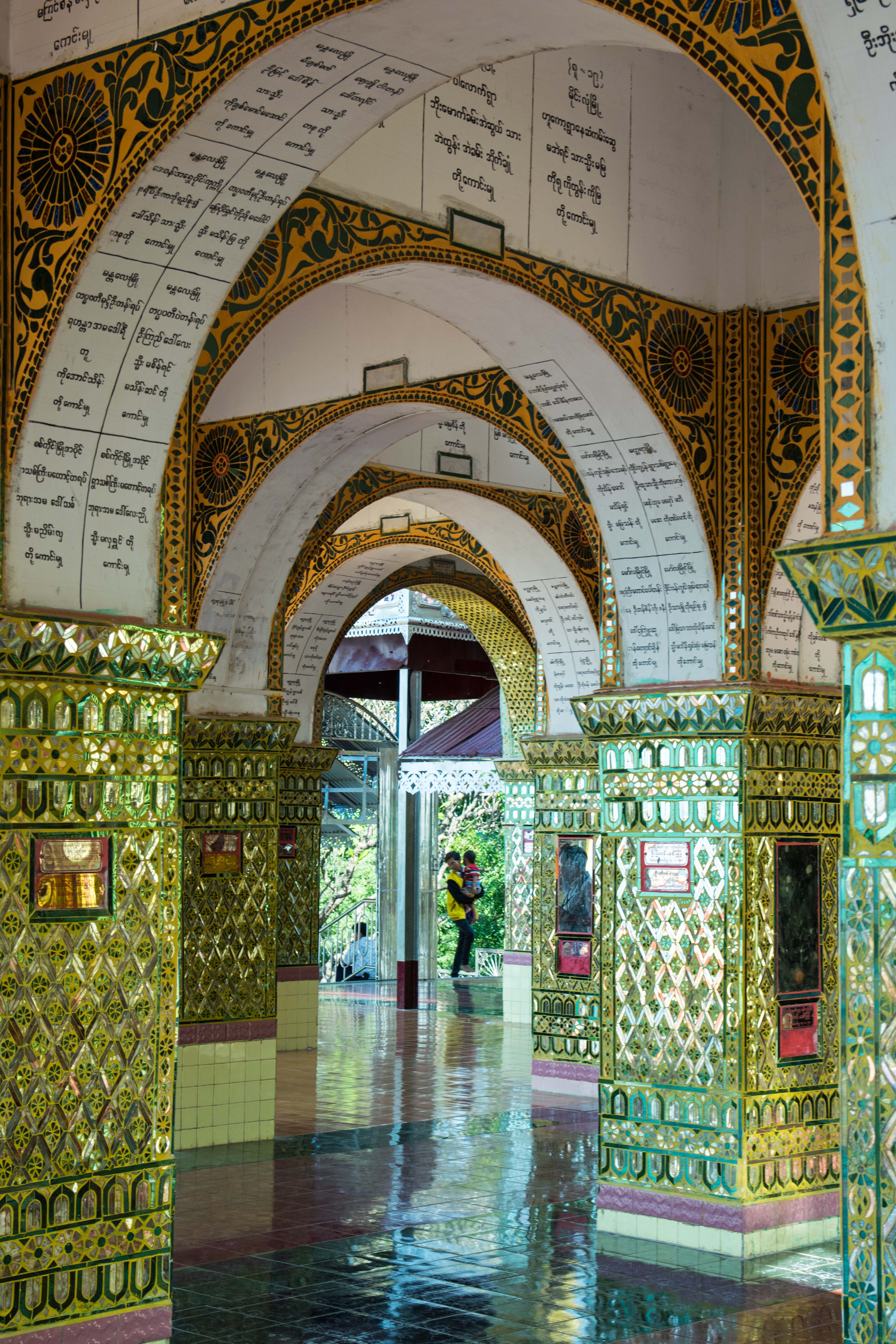
Mozaika na kolumnach pagody Su Taung Phyi Phaya
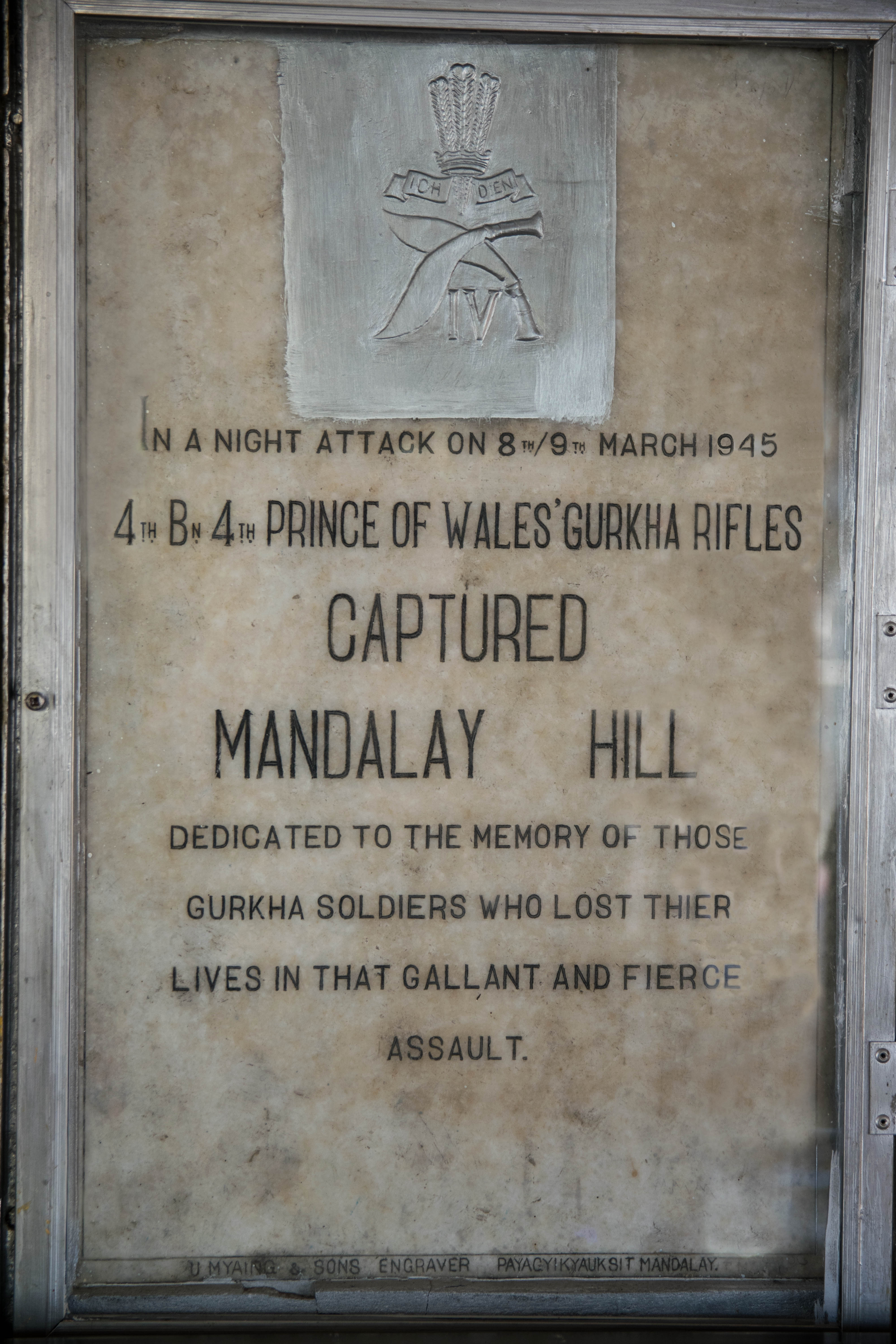
Tablica upamiętniająca zdobycie Wzgórza Mandalaj przez Gurkhów.
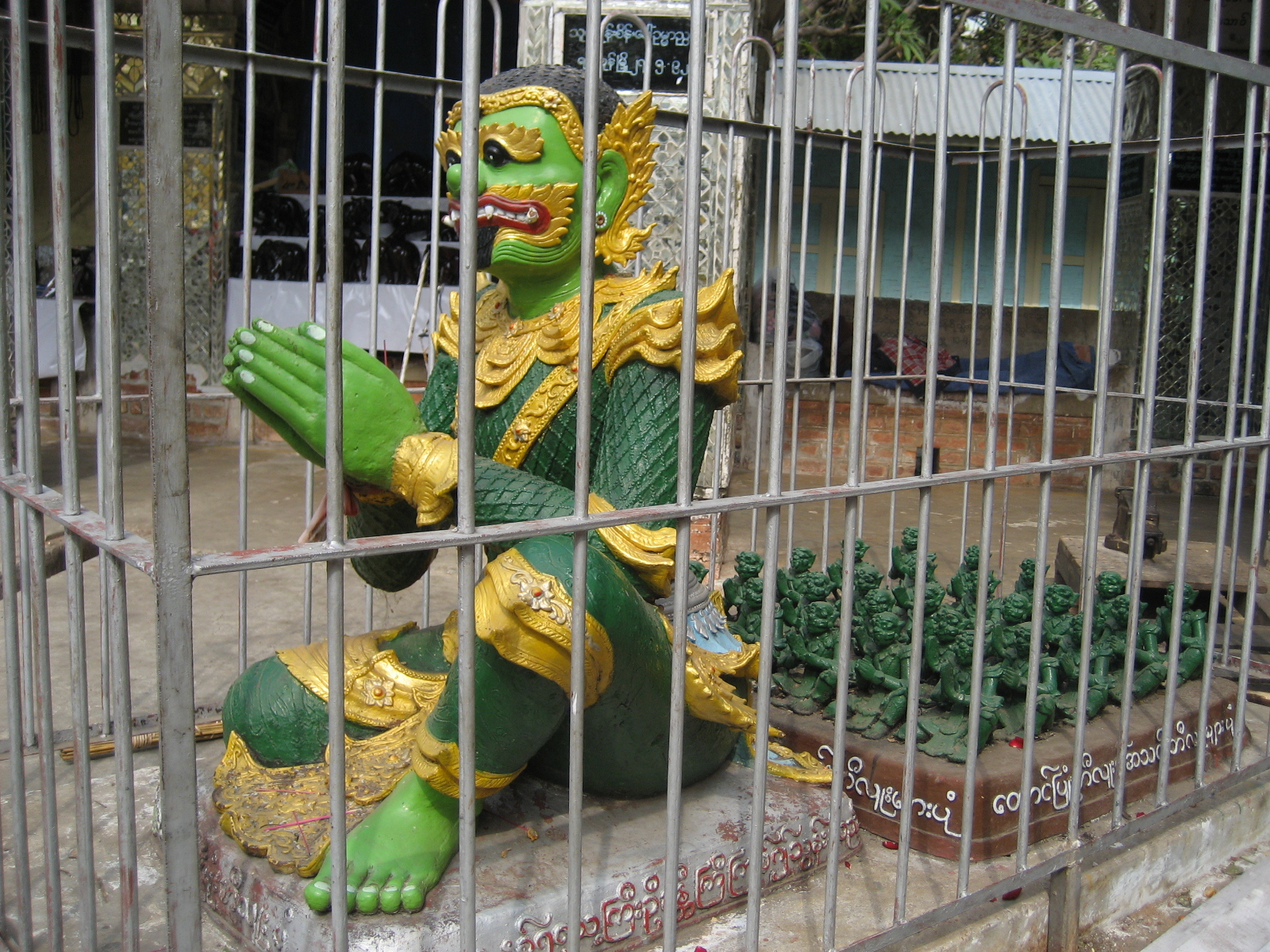
Król ogrów korzący się wraz ze swoją armią przed Buddą.
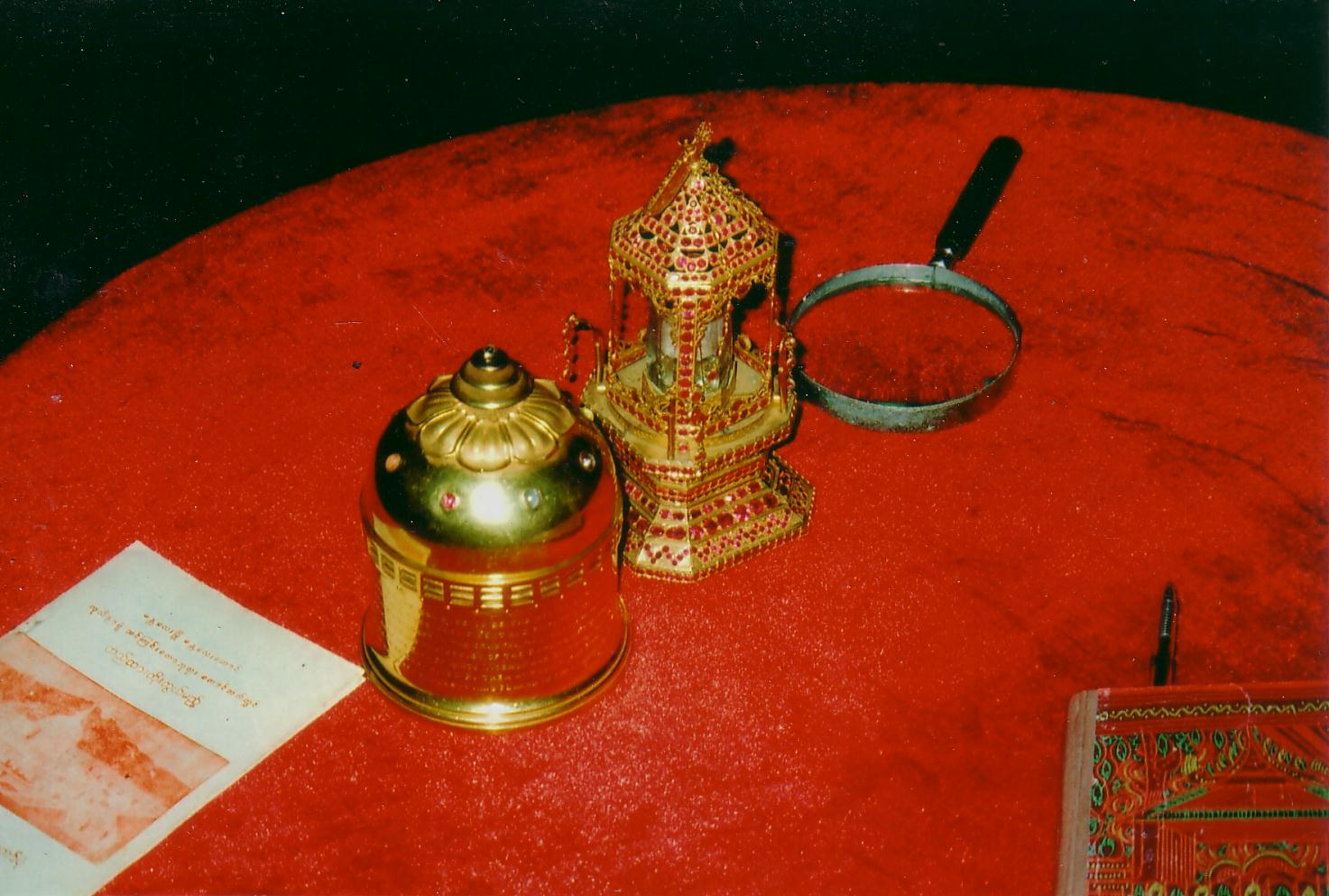
Pochodzące z Peszawaru relikwie Buddy - kryształowy relikwiarz umieszczony w złotym pojemniku wysadzanym rubinami[e].